# Josefina Tàpias i Martínez
Josefina Tàpias i Martínez (Barcelona, 19 de maig de 1903 - 1 de maig de 1988) fou una actriu catalana de teatre i de cinema, de dilatada carrera.
Va debutar el 1913 en obres de teatre amateur. Va passar a l'Escola Catalana d'Art Dramàtic d'Adrià Gual i a 18 anys va col·laborar amb la companyia de la madrilenya María Guerrero, amb la qual va fer una gira per Hispanoamèrica. Al setembre del 1927 tornà a Barcelona, on fou la primera actriu de la companyia del Teatre Català del Novetats, dirigida per Joaquim Montero. L'any 1928 creà companyia pròpia i girà per Catalunya amb Mariàngela, d’Agustí Collado. A començament de la temporada 1928-1929 era primera actriu a la companyia Claramunt-Adrià al Teatre Talia, i poc després en la d’Enric Borràs. A començaments del 1931 treballà al Teatre Eslava, de València. Formà part de les companyies del teatre Goya i del teatre Poliorama i l’any 1934 tornà a formar la seva pròpia companyia. Als anys quaranta, integrada en la companyia de Manolita Ruiz, girà per Aragó i la costa cantàbrica. Tornà a treballar a Madrid en diverses companyies. A finals dels anys cinquanta retornà definitivament a Barcelona, on treballà al Teatre Candilejas i al Romea durant diverses temporades.
Al llarg de la seva carrera també va fer cinema i als anys setanta participà en les sessions de teatre radiofònic emeses per Radio Barcelona. En els darrers anys també va fer televisió i participà en programes com El xou de la família Pera, Estudio 1, Teatro catalán o Vostè jutja. A TV3 va participar al programa Tres, i l'astròleg, des de 1985 fins a 1987.
Parella de Felip Melià Bernabeu, escriptor exiliat després de la Guerra Civil i mort l'any 1973 a Ciutat de Mèxic.

## Trajectòria professional
teatre
- 1920, 22 de Mayo, Rosina es frágil, Barcelona, Teatro de la Comedia
- 1921, 9 de desembre. En el paper de Mary a l'obra Alta banca d'Àngel Guimerà. Estrenada al teatre Novetats de Barcelona.
- 1927, 1 octubre. En el paper de Mariagneta de l'obra Un estudiant de Vic de Josep Maria de Sagarra. Estrenada al Teatre Novedades de Barcelona.
- 1934, 9 de novembre. En el paper d'Enriqueta de l'obra La plaça de Sant Joan de Josep Maria de Sagarra. Estrenada al teatre Romea de Barcelona.
- 1950. El zoo de cristal de Tennessee Williams. Teatre CAPSA.
- 1950. Leocadia de Jean Anouilh. Teatre CAPSA.
- 1954. El cuarto de estar de Graham Greene. Teatre Comèdia de Barcelona.
- 1960, febrer. La princesa Pell d'Ase, de Lluís Coquard. Estrenada al teatre Guimerà de Barcelona.
- 1961, 20 de maig. El fiscal Requesens de Josep Maria de Sagarra. Estrenada al teatre Candilejas de Barcelona.
- 1964, juny. Mucho ruído y pocas nueces de William Shakespeare. Estrenada al teatre Candilejas de Barcelona.
- 1964, 30 de setembre. Una vella, coneguda olor, de Josep Maria Benet i Jornet. Estrenada al teatre Romea de Barcelona, dintre del "VII Cicle de Teatre Llatí". En el personatge de Senyora Dolors.
- 1968. L'enterrament és a les quatre de Joan Vila Casas. Direcció d'Antoni Chic. Al Teatre Windsor.
- 1969. El món per un forat de Joan Mas. Teatre Romea. Direcció d'Antoni Chic.
- 1970. Pigmalió de Bernard Shaw, adaptació de Joan Oliver. Teatre Romea. Direcció d'Antoni Chic.

cinema
- 1920. Un millonario va a casarse. Director: Julián de la Cantera.
- 1924. La revoltosa. Director: Florián Rey
- 1925. Pepita Jiménez. Director: Agustín Carrasco.
- 1929. L'Auca del senyor Esteve. Director: Lucas Argilés.
- 1942. Pánico en el transatlántico.
- 1944. Ángela es así. Director: Ramon Quadreny
- 1947. Un viaje de novios.
- 1950. Correo del rey.
- 1955. Camino Cortado.
- 1956. La cárcel de cristal.
- 1959. Miss Cuplé. Director: Pere Lazaga.
- 1959. Las locuras de Bárbara
- 1961. El amor de los amores.
- 1962. Las hijas del Cid.
- 1963. Los Tarantos. Director: Josep Rovira Beleta
- 1965. El castigador
- 1975. Furia española. Director: Francesc Betriu
- 1978. Vámonos, Bárbara. Directora: Cecília Bartolomé.
- 1982. La revolta dels ocells. Director: Lluís Josep Comeron.
- 1980. Los últimos golpes del Torete (Perros callejeros III). Director: José Antonio de la Loma.
- 1988. Bueno y tierno como un ángel. Director Josep Maria Blanco.